# Ea Sola
Pour les articles homonymes, voir Sola.
Ea Sola (née en 1964) est une danseuse et chorégraphe franco-vietnamienne de danse contemporaine.

## Biographie
Elle retourne au Vietnam en 1989 pour mener des recherches sur les traditions musicales et les danses anciennes, durant 5 années. Elle crée un travail de réflexion sur la mémoire de la guerre - d'un point de vue collectif et individuel. De ce travail naît sa première chorégraphie, Sécheresse et pluie interprétée par quatorze paysannes vietnamiennes âgées de 50 à 76 ans. Elle obtient ensuite une résidence hors-les-murs à la Villa Médicis. En 2005, elle crée une suite à Sécheresse et pluie avec de jeunes danseurs du Ballet de Hanoï.

## Principales chorégraphies
- 1995 : Sécheresse et pluie
- 1997 : Il a été une fois
- 1998 : La Rizière des musiques
- 1999 : Voilà Voilà
- 2000 : Requiem
- 2005 : Sécheresse et pluie, vol. 2 avec l'Opéra ballet de Hanoï
- 2008 : Air Lines
- 2009 : Le Corps blanc

## Publication
- 2013 : Partition silencieuse (roman), éditions Buchet-Chastel,  (ISBN 978-2283026939)